# كلانسورا
كلانسورا (بالإنجليزية: Kalansura)‏ هي قرية تقع في أردبيل في إيران. يقدر عدد سكانها بـ 606 نسمة بحسب إحصاء 2016.